# Perilitus nigritus
Perilitus nigritus är en stekelart som beskrevs av Léon Abel Provancher 1888. Perilitus nigritus ingår i släktet Perilitus och familjen bracksteklar. Inga underarter finns listade i Catalogue of Life.